# ابوالمظفر ابیوردی
ابوالمُظفّر محمد بن احمد ابیوردی (؟ - ۱۱۱۳) قاری، نسب‌شناس، شاعر، نویسنده و زبان‌شناس عربی اُمَوی ایرانی و وزیر سلجوقی در سدهٔ پنجم هجری بود که بر علوم ادبی و تبارشناسی دانا بود.

## زندگی
در جوانی به بغداد رفت و آنجا آموزگار کودکان بود (۴۵۱–۴۵۶ق).چند ماه در ۴۸۶ق در اصفهان در خدمت مؤیدالدوله عبیدالله وزیر سلطان محمود سلجوقی بود. در سال ۴۸۷ به حله رفت و امیر آنجا را مدح نمود. سپس به بغداد رفت و آنجا متولی کتابخانهٔ نظامیه بغداد شد؛ پس از آنکه متولی پیشینِ آن قاضی ابویوسف اسفراینی درگذشت. ابیوردی در ۲۵ ربیع‌الاول ۵۰۷ق بر اثر سم در اصفهان درگذشت.

## آثار
- تاریخ أبیورد ونسا»
- «قبسة العجلان فی نسب آل سفیان»
- «کتاب طبقات العلم فی کل فن»
- «تعلّة المشتاق إلی ساکنی العراق»
- «صهلة القارح»
- «المختلف والمؤتلف»
- «زاد الرفاق»
- دیوان شعرش